# Marks-Haindorf-Stiftung

Jahresbericht der Marks-Haindorf'schen Stiftung von 1886

Die Marks-Haindorf-Stiftung war eine wohltätige Körperschaft des öffentlichen Rechts in Münster. Hauptanliegen der Stiftung war die Integration der jüdischen Bürger Westfalens. Die von 1825 bzw. 1866 bis 1940 bestehende, nach Elias Marks und Alexander Haindorf benannte Einrichtung unterhielt in Münster eine Schule.

## Geschichte
Die Marks-Haindorf-Stiftung wurde am 28. November 1825 als Verein zur Beförderung von Handwerken unter den Juden und zur Errichtung einer Schulanstalt, worin arme und verwaisete Kinder unterrichtet und künftige jüdische Schullehrer gebildet werden sollen. In dieser Zeit blühte das Vereinsleben auf, was sich auch in der Gründung zahlreicher vergleichbarer jüdischer Stiftungen, durch die Schriften Christian Wilhelm von Dohms beeinflusst, zeigte.
Der westfälische Mediziner Alexander Haindorf hatte am 17. Oktober 1825 die von ihm entworfenen Vereinsstatuten bei der Bezirksregierung Münster eingereicht. Nachdem diese am 17. November genehmigt worden waren, konnte die offizielle Vereinsgründung erfolgen und ein Rundbrief versandt werden, in dem er als Ziel die Gründung einer Schule nannte,

„worin sowohl arme und verwaisete Kinder, unentgeltlich unterrichtet, als auch künftige brauchbare Schullehrer, unter Anleitung eines zuvor in einem Seminarium auszubildenden Lehrers vorbereitet werden sollen. Derselbe Verein beabsichtigt zugleich, wie dieses in seinen Statuten [...] ausgesprochen ist, die jüdische Jugend zur Erlernung und Betreibung nützlicher Handwerke aufzumuntern.“

Vereinsziele waren darüber hinaus die Verbesserung des jüdischen Bildungswesens in der Provinz Westfalen, bürgerliche und staatsrechtliche Gleichstellung der jüdischen Bevölkerung sowie allgemeine Menschenbildung als Veredelung der Menschheit. Haindorf kann gemessen an seiner Orientierung an der Reformbewegung des Philanthropismus als früher Vertreter des Reformjudentums gesehen werden.
Im Frühjahr 1826 konnte die jüdische Elementarschule Am Kanonengraben in der Innenstadt Münsters eröffnet werden. Es wurden Schüler und Schülerinnen unterschiedlicher Glaubensrichtungen und sozialer Schichten aufgenommen, was durch die Jüdische Gemeinde ermöglicht wurde. Der Unterricht in koedukativen Klassen erfolgte durch jüdische und christliche Lehrer. Unterrichtssprache war Deutsch, der Religionsunterricht fand für jüdische, protestantische und katholische Schüler getrennt statt. Haindorf war in diesem Zusammenhang einerseits die Pflege des jeweiligen Glaubens, andererseits der gegenseitige Respekt zwischen den Gruppen wichtig. Hebräisch konnte als Wahlfach angeboten werden.

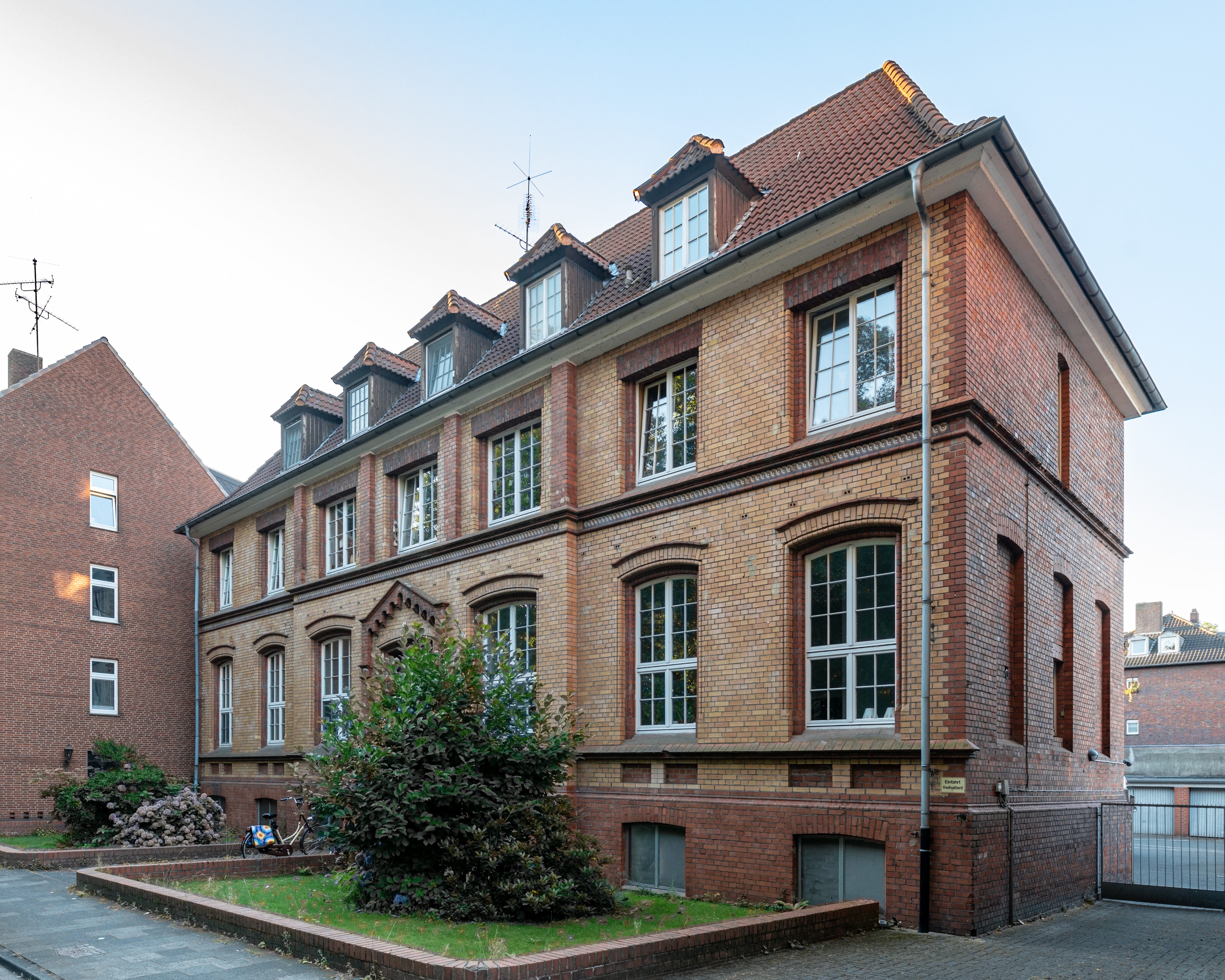
Gebäude der Marks-Haindorf-Stiftung heute

1826 schlug Oberpräsident Ludwig von Vincke, der seit langem das Engagement Haindorfs guthieß, vor, dem Verein auch die Zuständigkeit für die Rheinprovinz zuzuweisen. Damit erfolgte auch eine Namensänderung in Verein für Westfalen und Rheinprovinz zur Bildung von Elementar-Lehrern und Beförderung von Handwerkern unter den Juden. Als private Initiative durfte der Verein keine öffentlichen oder privaten Spenden annehmen, weshalb sich Haindorf in einem zehnjährigen Verfahren um die Anerkennung der Elementarschule bemüht. 1839 erfolgte diese, nicht zuletzt durch eine Spende von 25.000 Talern durch Elias Marks. Gleichzeitig bedeutete dies, als jüdische Schule eingetragen zu werden und damit keine Schüler anderen Bekenntnisses mehr aufnehmen zu dürfen.
Die Haindorf’sche Elementarschule war laut einem Bericht der Bezirksregierung Münster von 1830 bereits ein Jahr nach ihrer Gründung die bedeutendste israelitische Schule im Münsterland. Diese etabliere sich langsam auch als Mittelschule oder höhere Stadtschule. In der aufgeklärten christlichen Bürgerschicht Münsters genoss die Elementarschule einen guten Ruf wegen ihres überdurchschnittlichen Bildungsstandards. Zudem genossen die Lehrer einen sicheren Posten, da der Lehrbetrieb nicht unmittelbar mit dem Gemeindeleben verwoben war, sondern sich auf sonstige private Geldgeber stützte. In dieser Zeit war Salomon Blumenau Schüler der Stiftung.
1862 verstarb Alexander Haindorf, sein Schwiegersohn Jakob Loeb übernahm den Vorsitz des Vereins. Unter seiner Leitung wurde dieser 1866 als Marks-Haindorf’sche Stiftung in eine Körperschaft öffentlichen Rechts umgewandelt.

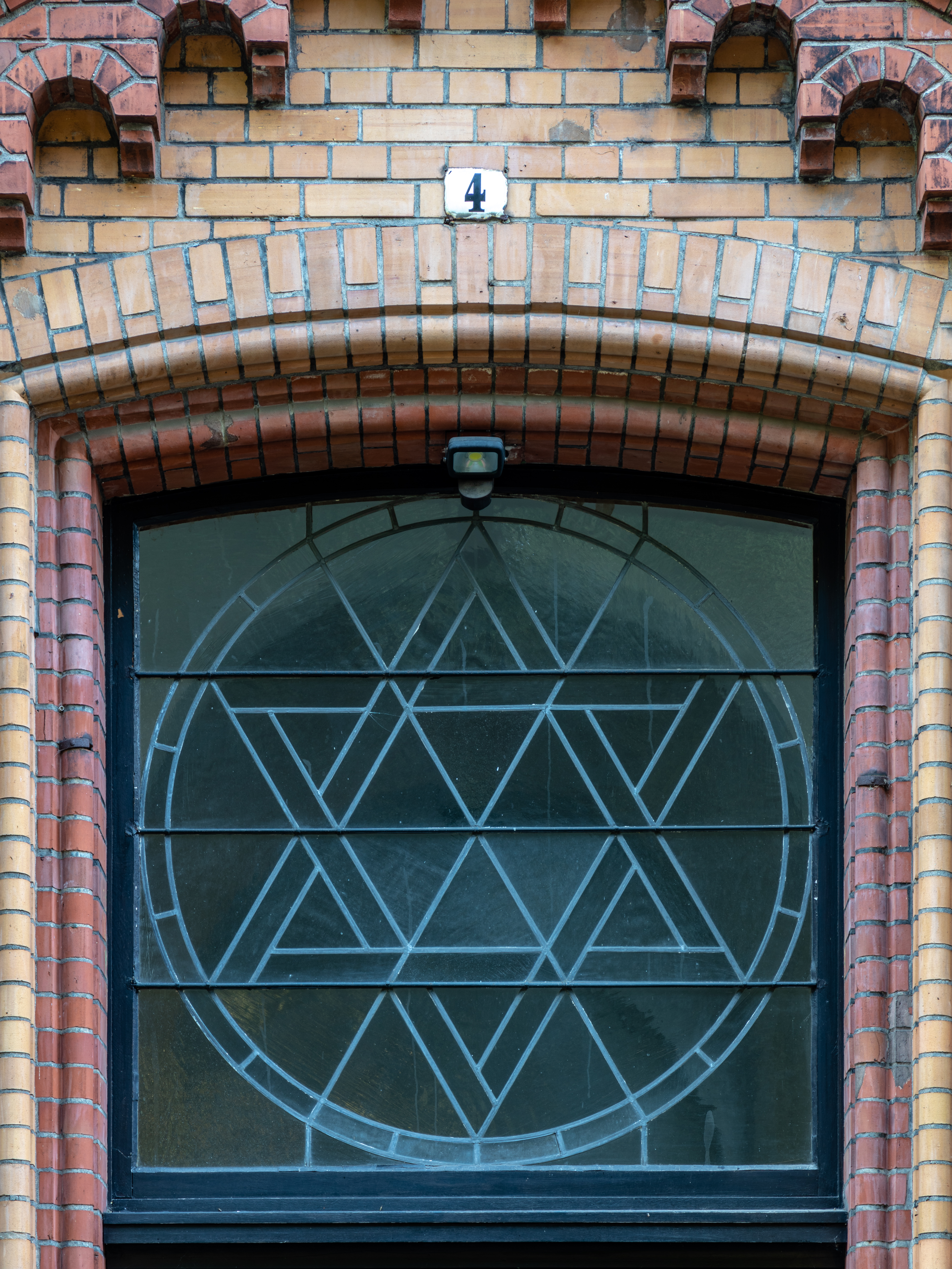
Davidstern über dem Eingang

Von 1870 bis 1873 besuchte Jakob Loewenberg das Lehrerseminar der Marks-Haindorf-Stiftung. Dieser versuchte in seiner späteren Laufbahn den Geist der Stiftung in ganz Deutschland populär zu machen: Die Synthese jüdischer Tradition mit preußischer Königstreue und deutschem Patriotismus. Loewenberg unterstrich dies in seinem literarischen Werk und seiner Tätigkeit als Pädagoge in Hamburg.
1878 begann Felix Coblenz seine Lehrerausbildung am Marks-Haindorf’schen Seminar.
1901 wird die Vermittlung von Lehrstellen im Handwerk aufgrund der wachsenden Bedeutung der Naturwissenschaften und der Technik eingestellt. Damit gab die Stiftung einen ursprünglich in den Statuten festgeschriebenen Bereich ab. Gleichzeitig wuchs die jüdische Gemeinde in Münster und mit ihr die Schülerzahl. Die Zeit des Deutschen Kaiserreichs unter Wilhelm II. war die letzte Blütezeit der Haindorf’schen Elementarschule, deren Geist des Reformjudentums um 1900 in ganz Deutschland an Bedeutung gewann. Von 1900 bis 1911 war  Meier Spanier Leiter des Lehrerseminars an der Marks-Haindorf-Stiftung. Seinen Schülern war es erlaubt, kostenlos den Münsterschen Zoo zu besuchen, was durch die Freundschaft zwischen Eli Marcus, einem ehemaligen Schüler der Stiftung und wohlhabenden Kaufmann, und Zoodirektor Hermann Landois ermöglicht wurde.
1905 beschrieb ein Gutachten des Oberpräsidiums der Provinz Westfalen die Methoden der Schule: Überhaupt weht ein guter Geist in der hiesigen Anstalt: Die Seminaristen werden in und zu nationaler und patriotischer Gesinnung erzogen.
Zu Beginn des Ersten Weltkriegs meldeten sich die vier Seminaristen der letzten Seminarklasse freiwillig zum Heer. So schrieb der damalige Direktor Moritz Katz an das Provinzialschulkollegium:
Die vier Zöglinge der I. Seminarklasse haben sich bei Beginn der Mobilmachung freiwillig zu den Fahnen gemeldet und wurden für tauglich befunden. Zwei sind bereits eingestellt. Julius Kaufmann dient dem Metzer Infanterieregiment Nr. 67 zurzeit in Münster, Emil Kanowitz beim 8. Husarenregiment in Paderborn. Die beiden anderen werden nach ihren Mitteilungen in den nächsten zwei Wochen zum Heeresdienst einberufen.
Die Eltern der Schüler erwiesen sich als besonders spendebereit. Die Kriegsanleihe der Zöglinge der Marks-Haindorf-Stiftung betrug die riesige Summe von 309.800 Mark. So stellte das Umfeld der Stiftung bei nur ca. 50 Schülern ganze 2,5 % der gesamten Kriegsanleihen der Provinzialhauptstadt bereit.
1926 erfolgte die Auflösung des Lehrerseminars, 1933 entfielen sämtliche städtischen Zuschüsse. Infolge der Novemberpogrome 1938 erlitt die Marks-Haindorf-Stiftung ebenfalls vandalistisch-antisemitische Ausschreitungen in ihren Räumlichkeiten. Am 17. Dezember 1938 wurden die staatlichen Subventionen ersatzlos gestrichen.

Informationstafel am Gebäude

Ab 1939 diente das Gebäude als eines der 14 „Judenhäuser“ in Münster, in welche Juden vor ihrer Deportation in die Vernichtungslager zwangsweise eingewiesen wurden. Die Marks-Haindorf-Stiftung hörte 1940 mit ihrer Zwangsüberführung in die Reichsvereinigung der Juden in Deutschland auf zu bestehen.
Das Schulhaus Am Kanonengraben hat den Zweiten Weltkrieg und den antisemitischen Terror überstanden, eine Informationstafel erinnert an die Stiftung. Von 1949 bis zum Neubau der Münsteraner Synagoge 1960 befand sich im Gebäude das jüdische Gemeindezentrum.
Im Jüdischen Museum Westfalen findet die Marks-Haindorf-Stiftung im Zusammenhang mit dem Lebenswerk Alexander Haindorfs Erwähnung. In unmittelbarer Nähe zum Gebäude der Marks-Haindorf-Stiftung befindet sich die Straße Marks-Haindorf-Stiege.

## Schulleiter
- Joseph Gutmann (1895–1900)
- Meier Spanier (1900–1911)
- Fritz Leopold Steinthal (1919–1938)
- Julius Voos (1938–1942)